# 人工免疫システム
人工免疫システム（じんこうめんえきシステム、英: Artificial Immune System, AIS）は、生物の免疫系の原理やプロセスにヒントを得たコンピュータシステムである。そのアルゴリズムは免疫系の学習と記憶の特性を問題解決に利用する。人工知能と一部のAISアルゴリズムを組み合わせたものもあり、遺伝的アルゴリズムと密接に関連している。
AISでシミュレートされるプロセスとしては、B細胞のパターン認識や過剰変異やクローン選択、T細胞の negative selection、親和性成熟、免疫ネットワーク理論などがある。
本項目では、これらのプロセスのアルゴリズム的実装に関するものである。その基盤となる生物学的理論については、免疫系を参照されたい。

## パターン認識
抗体と抗原は一般に一連の属性で表される。属性はバイナリ、整数、実数などが多いが、基本的にどんなデータでもよい。マッチングは、ユークリッド距離、マンハッタン距離、ハミング距離といった距離の概念を使って行われる。

## 過剰変異
抗体の過剰変異には一般にクローン選択アルゴリズムが使われる。これにより、属性が突然変異だけで（適応度関数から見て）改善される。ただし、クローン選択アルゴリズムは遺伝的アルゴリズムや進化戦略との類似性を指摘されている。

## 歴史
AIS は1970年代の免疫ネットワークの研究から始まった（Farmer、Packard、Perelson のグループと Bersini、Varela のグループ）。しかし、1つの分野として確立したのは1990年代中ごろである。Forrest らが1994年に negative selection の研究を始め、Dasgupta が Negative Selection Algorithm の研究を進展させた。 Hunt と Cooke は1995年に免疫ネットワークモデルの研究を開始し、Timmis と Neal がそれを進展させた。De Castro と Von Zuben、Nicosia と Cutello のクローン選択説に関する研究が知られるようになったのは2002年である。人工免疫システムに関する初の書籍は1999年の Dasgupta が編集したものである。
先天性免疫にヒントを得た新たなアルゴリズムも研究されている。それらが既存のAISアルゴリズムに何らかの改良をもたらすのか疑問視する向きもあるが、そのような議論が活発化することでAIS研究も盛んになっている。
当初 AIS は免疫系で発見されたプロセスの効率的な抽象化を試みていたが、最近ではバイオインフォマティクスの問題に人工免疫システムを適用する試みや生物学的プロセスのモデル化といった分野に興味が移りつつある。